# Zdenci Brdovečki
Zdenci Brdovečki – wieś w Chorwacji, w żupanii zagrzebskiej, w gminie Brdovec. W 2011 roku liczyła 1204 mieszkańców.